# 山欖烯
山欖烯（英語：Sapotalin或Sapotalene），系统名：1,2,7-三甲萘（1,2,7-Trimethylnaphthalene），是一個基於萘的双環芳烃。